# Erich Buschenhagen
Erich Buschenhagen, född 8 december 1895 i Strassburg, Elsass-Lothringen, död 13 september 1994 i Kronberg omedelbart väster om Frankfurt am Main; tysk militär, befordrades till generalmajor 1941 och till general i infanteriet 1944. Han erhöll Riddarkorset av Järnkorset med eklöv 1944.

## Befäl
- 5. infanteriregementet (mot) mars 1938 – augusti 1939
- staben XXI armékåren augusti 1939 – april 1940
- staben Heeresgruppe XXI april 1940 – december 1940
- staben Wehrmachtskommando Norwegen december 1940 – april 1942
- 15. Infanterie-Division juni 1942 – november 1943
- LII. Armeekorps november 1943 – september 1944.

Buschenhagen var i sovjetisk krigsfångenskap september 1944 – oktober 1955.